# Sigismond du Pouget de Nadaillac
Pour les autres membres de la famille, voir Famille du Pouget de Nadaillac.
Arnould-François-Léopold-Odile-Sigismond du Pouget, marquis de Nadaillac (7 janvier 1787, château de La Ferrière - 28 avril 1837, Paris) est un général et homme politique français.

## Biographie
Sigismond du Pouget de Nadaillac est le fils d'Alexandre-Roger-François du Pouget, marquis de Nadaillac, baron de Saint-Pardoux, major de cavalerie et chevalier de l'ordre de Saint-Louis, et de Rosalie de Rancher de La Ferrière (petite-fille de François Testu de Balincourt et remariée après son veuvage au duc Jean-François de Pérusse des Cars). Il a pour parrain l'amiral Claude-Arnould Poute de Nieuil.
Entré au service en qualité de gendarme d’ordonnance le 15 octobre 1805, il est nommé brigadier en novembre 1806 et maréchal des logis en janvier 1807 et passe en  janvier 1808 lieutenant au 14e régiment de dragons. Il passe capitaine aide de camp du général de La Tour-Maubourg en 1809, prend part à la campagne de Russie avec la Grande Armée et est promu chef d'escadron au 5e régiment de hussards le 21 mars 1813. 

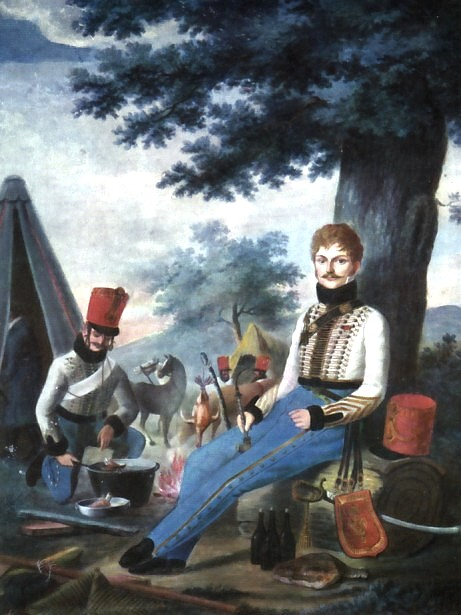
Sigismond de Nadaillac.

Nommé chef d'escadron au 3e régiment des Gardes d'Honneur le 26 septembre 1813, il ne rejoint pas sa nouvelle affection, est engagé avec le 5e Hussards à la bataille de Leipzig, durant laquelle il est blessé, et rentre enfermé dans Wesel jusqu’à la chute de l’Empire avec un détachement du 5e Hussards. 
Sous la Restauration, en 1814, il est promu au grade de colonel de cavalerie et devient aide de camp du ministre de la guerre. Il fait la campagne de Belgique sous le duc de Berry en 1815.
Élu, le 22 août 1815, député du grand collège de la Haute-Vienne, il siégea dans la majorité de la Chambre introuvable et demanda que les membres de la Légion d’honneur fussent électeurs de droit. 
Promu maréchal de camp le 30 juillet 1823, au cours de la campagne d’Espagne, puis inspecteur de la cavalerie, il meurt à Paris le 28 avril 1837.
Marié à Londres à Catherine Mitchell, fille de John Mitchell, un gentilhomme anglais, et d'Eve Elisabeth Berens, il est le père de Jean-François-Albert du Pouget de Nadaillac, ainsi que le beau-père de Cécile Delessert et du comte Marcel Chapelle de Jumilhac (fille d'Antoine Pierre Joseph Chapelle de Jumilhac et petit-fils du duc de Richelieu). Son petit-fils, Amable Chapelle de Jumilhac de Richelieu, est le premier époux d'Alice Heine, future princesse de Monaco.

## Sources
- « Sigismond du Pouget de Nadaillac », dans Adolphe Robert et Gaston Cougny, Dictionnaire des parlementaires français, Edgar Bourloton, 1889-1891 [détail de l’édition]